# Toney Mack
Toney Atmorer Mack (Tampa, 3 maggio 1967) è un ex cestista statunitense.

## Carriera
Ha giocato tre stagioni alla University of Georgia, non riuscendo a completare la carriera universitaria a causa del suo scarso rendimento scolastico, che gli impedì di disputare la stagione 1988-1989. Nonostante ciò, venne selezionato al secondo giro del Draft NBA 1989 dai Philadelphia 76ers. Tuttavia non giocò mai in NBA, ma proseguì la carriera nei Tulsa Fast Breakers in Continental Basketball Association e nelle Filippine.

## Statistiche

### College
| Anno      | Squadra          | PG | PT | MP   | TC%  | 3P%  | TL%  | RP  | AP  | PRP | SP  | PP   |
| --------- | ---------------- | -- | -- | ---- | ---- | ---- | ---- | --- | --- | --- | --- | ---- |
| 1985-1986 | Georgia Bulldogs | 25 | 0  | 9,4  | 54,2 | -    | 53,8 | 1,4 | 0,4 | 0,3 | 0,1 | 4,2  |
| 1986-1987 | Georgia Bulldogs | 12 | 11 | 32,6 | 56,7 | 34,5 | 56,1 | 4,4 | 1,3 | 0,9 | 0,3 | 17,6 |
| 1987-1988 | Georgia Bulldogs | 36 | -  | 31,3 | 50,3 | 39,7 | 71,4 | 5,1 | 1,3 | 1,2 | 0,5 | 15,3 |
| Carriera  | Carriera         | 73 | 11 | 24,0 | 52,3 | 38,3 | 65,4 | 3,7 | 1,0 | 0,8 | 0,3 | 11,9 |